# Pantserdivisie
Een pantserdivisie is een militaire eenheid die wordt gevormd door een combinatie van tank, pantservoertuigen, infanterie, artillerie en soms vliegtuigen. Deze organisatiestructuur werd voor het eerst toegepast door het Duitse leger in de Tweede Wereldoorlog.

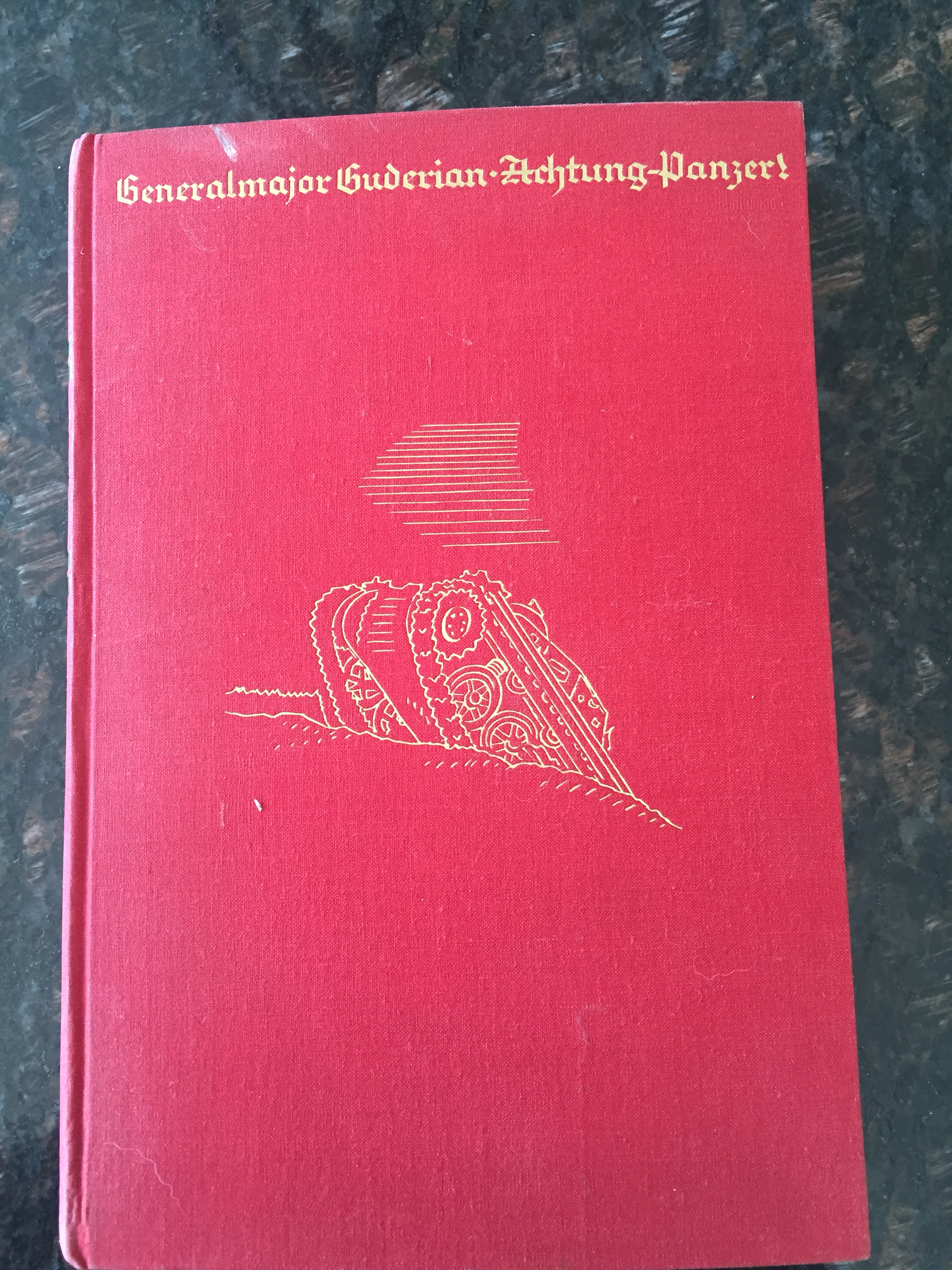
Cover van Guderians boek "Achtung Panzer"

Het concept werd bedacht en in 1937 beschreven door de Pruisische officier Heinz Guderian in zijn boek Achtung panzer. De basis ligt in het onafhankelijk werken van de divisie zonder de nood aan ondersteuning vanuit andere divisies. Na een artilleriebombardement zoeken de officieren de zwakke plekken in de stellingen om daar door te breken met tanks met steun van de vliegtuigen en infanterie in pantservoertuigen.

## Ontwikkeling
Na Adolf Hitlers aanstelling als rijkskanselier heeft hij Guderians boek bestudeerd en zijn pantserdivisie ontwikkeld. Het werd met succes gebruikt en razendsnel veroverden de Duitsers Polen, België, Nederland, Frankrijk, Denemarken, Noorwegen en grote delen van de Sovjet-Unie maar de pantserdivisies liepen daar vast aangezien de pantserdivisies zo snel oprukten dat de bevoorrading in Rusland veel te lang duurde. Het gebruik van pantserdivisies was duur door de grote hoeveelheden olie die nodig was en daarom probeerden het Duitse leger de olievelden van de Kaukasus te veroveren. Voordat de Duitsers die veroverden, goten de Sovjets beton in de boren zodat die onbruikbaar werden en liep daarom (door het benzinetekort) het offensief spaak.
Later na Operatie Fall Gelb herstructureerden de Britten, Sovjets en de Amerikanen hun leger om beter opgewassen te zijn tegen de pantserdivisies.